# Yogi Ferrell
Kevin Duane „Yogi“ Ferrell Jr. (* 9. Mai 1993 in Greenfield, Indiana) ist ein US-amerikanischer Basketballspieler, der bei Cedevita Olimpija unter Vertrag steht.

## Highschool-Karriere
In seinem Senior-Jahr an der Highschool gewann Ferrell die Indiana-Highschool-Staatsmeisterschaft und stellte dabei mit zwölf Assists den Meisterschaftsrekord auf. Er erzielte auch 17 Punkte und neun Rebounds. Ferrell beendete dieses Jahr mit durchschnittlich 18,5 Punkten, 3,1 Rebounds und 6,6 Assists pro Spiel. Am 28. März 2012 spielte Ferrel 22 Minuten im McDonald's All-American Game, wobei er auf acht Assists ohne Ballverlust kam. Er war der einzige Spieler im Spiel mit vier oder mehr Assists ohne Turnover. Bei der Wahl zu Indianas Mr. Basketball belegte Ferrel hinter Gary Harris den zweiten Platz.

## NBA-Karriere

### Brooklyn Nets (2016)
Ferrell meldete sich zur NBA-Draft 2016 an, wurde aber von keinem Team gewählt. Er spielte in der NBA Summer League 2016 für die Brooklyn Nets. In vier Spielen kam er dabei auf einen Schnitt von 8,8 Punkten, 1,8 Assists, 1,5 Rebounds in 17 Minuten. Dabei erreichte er Wurfquoten von 43,8 % aus dem Feld, 18,2 % von der Dreipunktlinie und 71,4 % bei Freiwürfen. Am 5. August 2016 unterschrieb er einen Vertrag bei den Nets, wurde aber nach nur drei Vorbereitungsspielen am 21. Oktober 2016 wieder entlassen.

### Dallas Mavericks (2017–2018)
Am 28. Januar 2017 unterschrieb Ferrell einen 10-Tages-Vertrag bei den Dallas Mavericks. Sein erstes Spiel bestritt er direkt am nächsten Tag als Starter gegen die favorisierten San Antonio Spurs und erzielte dabei neun Punkte, sieben Assists, zwei Steals in 36 Minuten ohne Ballverlust. Er ersetzte dabei den verletzten Deron Williams. Die Mavs gewannen das Spiel 105:101. Einen Tag später spielten die Mavericks gegen den amtierenden Meister Cleveland Cavaliers. Beim 104:97-Sieg erzielte Ferrell 19 Punkte, fünf Rebounds, drei Assists und vier Steals in 38 Minuten. Bei seinem vierten Spiel, dem 108:104-Sieg über die Portland Trail Blazers, erreichte er 32 Punkte. Er verwandelte dabei neun von elf seiner 3-Punkt-Würfe und ist damit erst der zweite Rookie, der neun Dreier in einem Spiel traf.
Am 7. Februar 2017 unterschrieb Ferrell einen Zweijahresvertrag mit den Mavericks über 1,65 Mio. Dollar.
Der klare Starting-Point Guard Deron Williams wurde am 23. März 2017 von den Mavs entlassen. Das Team hatte kaum noch Chancen auf die Playoffs und richtete sich daher für die Zukunft aus. Damit wurde Ferrell bereits nach einem Monat bei den Mavericks zum Point Guard für den Rest der Saison ernannt. Die Mavs hofften zudem, ihren ersehnten Point Guard für die Zukunft gefunden zu haben.
Wenige Tage später, am 2. März 2017 wurde er von der NBA zum Rookie des Monats Februar der Western Conference ernannt. Im Februar führte er alle Rookies der Western Conference bei Punkten (12,0 ppg), Assists (4,7 apg) und Minuten (31,5 mpg) an. Im Anschluss an die Saison 2016/17 ins NBA All-Rookie Second Team berufen. Die Saison darauf absolvierte Ferrell alle 82 Saisonspiele und erzielte 10,2 Punkte im Schnitt. Am 17. März 2018 erzielte er im Spiel gegen die Brooklyn Nets mit 12 Assists seinen  bisherigen Karrierebestwert in dieser Kategorie.

### Sacramento Kings (seit 2018)
Im Sommer 2018 war er mit den Mavericks schon einig zu verlängern, jedoch zog er wenige Tage später das Angebot zurück und unterschrieb danach bei den Sacramento Kings.

## Persönliches
Ferrell ist der Sohn von Kevin Ferrell Sr. und Lydia Ferrell und hat einen Bruder und zwei Schwestern.

## Karriere-Statistiken

### NBA

#### Reguläre Saison
| Saison  | Team                    | GP  | GS | MPG  | FG % | 3P % | FT % | RPG | APG | SPG | BPG | PPG  |
| ------- | ----------------------- | --- | -- | ---- | ---- | ---- | ---- | --- | --- | --- | --- | ---- |
| 2016–17 | Brooklyn / Dallas       | 46  | 29 | 26.0 | .406 | .386 | .831 | 2.4 | 3.7 | 0.9 | 0.2 | 10.0 |
| 2017–18 | Dallas                  | 82  | 21 | 27.8 | .426 | .373 | .796 | 3.0 | 2.5 | 0.8 | 0.1 | 10.2 |
| 2018–19 | Sacramento              | 71  | 3  | 15.0 | .435 | .362 | .896 | 1.5 | 1.9 | 0.5 | 0.1 | 5.9  |
| 2019–20 | Sacramento              | 50  | 0  | 10.6 | .420 | .304 | .857 | 1.0 | 1.4 | 0.4 | 0.1 | 4.4  |
| 2020–21 | Cleveland / LA Clippers | 10  | 0  | 13.7 | .351 | .321 | .778 | 1.9 | 2.2 | 0.7 | 0.3 | 5.6  |
| Gesamt  | Gesamt                  | 259 | 53 | 20.1 | .420 | .365 | .835 | 2.1 | 2.3 | 0.6 | 0.1 | 7.7  |